# Shavrov Sh-2
Shavrov Sh-2 là một mẫu máy bay lưỡng cư của Liên Xô. Nó được thiết kế vào thập niên 1930, và là tàu bay đầu tiên của Liên Xô được chế tạo số lượng lớn.

## Biến thể
Sh-1
Mẫu thử cỡ nhỏ
Sh-2
Biến thể sản xuất chính, dùng làm máy bay huấn luyện, vận tải, liên lạc, bảo vệ nguồn lợi hải sản và tuần tra.
Sh-2S
Phiên bản tải thương, 16 chiếc
Sh-2bis
Phiên bản với cabin bọc kính và dùng động cơ M-11L

## Quốc gia sử dụng
Phần Lan
- Không quân Phần Lan

 Liên Xô

## Tính năng kỹ chiến thuật (Shavrov Sh-2)
Dữ liệu lấy từ Backwoods Landing Strip - Finnish Air Force aircraft
Đặc điểm tổng quát
- Kíp lái: 1-2
- Sức chứa: 2 hành khách
- Tải trọng: 257 kg (567 lb)
- Chiều dài: 8,20 m (26 ft 11 in)
- Sải cánh: 13,0 m cánh trên, 5,4 m cánh dưới (42 ft 8 in / 17 ft 9 in)
- Chiều cao: 2,80 m (9 ft 2 in)
- Diện tích cánh: 24,75 m² (266 ft²)
- Trọng lượng rỗng: 680 kg (1.500 lb)
- Trọng lượng cất cánh tối đa: 937 kg (2.065 lb)
- Động cơ: 1 × Shvetsov M-11A, 75 kW (100 hp)

 Hiệu suất bay 
- Vận tốc cực đại: 140 km/h (76 knot, 87 mph)
- Tầm bay: 400 km (215 nm, 250 mi)
- Trần bay: 3.500 m (11.480 ft)